# Metroid (seria)

Metroid Prime

Metroid este o franciză media controlată de Nintendo și creată de Gunpei Yokoi în anul 1986 (și-a sărbătorit cea de-a treizecea aniversare pe 6 august 2016). Personajul principal al acestor jocuri este o femeie, de profesie vânător de recompense, pe nume Samus Aran. Gameplay-ul jocurilor Metroid este o combinație între un joc de acțiune-aventură și un shooter de platformă.

## Jocuri video
Vezi: Lista jocurilor video Metroid
Seria de jocuri video Metroid este una dintre cele mai populare francize de acțiune-aventură de la Nintendo. Este creată de către firma Intelligent Systems, înființată în 1986. Samus Aran a apărut și în seria de jocuri Super Smash Bros., alături de alte personaje cunoscute de la Nintendo.
Informații
În primul joc Metroid, se referea la Samus Aran ca fiind un bărbat. La sfârșitul jocului, surpriza venea daca jucătorul termina jocul într-un interval anumit de timp, caz în care Samus se arăta fără cască(daca jocul era terminat in mai puțin de 6 ore), fără armură (dacă jocul era terminat in mai puțin de 3 ore) sau în costum de baie(la completarea jocului in mai puțin de o oră). Metroid era printre puținele jocuri la vremea aceea, ce avea ca personaj principal o femeie. În Super Smash Bros. Brawl, de pe Wii, Samus Aran va putea fi controlată atât în Power Suit (costumul sau armura de putere), cât și în Zero Suit (costumul zero). Abilitatea cea mai cunoscută a ei este cea de a se transforma într-o bilă, cunoscută drept Morph Ball, la fiecare salt pe care îl face.